# Lennart Hillmann
Lennart Hillmann (* 1995 in Braunschweig) ist ein deutscher Schauspieler.

## Leben
Lennart Hillmann stammt aus Lüneburg, wo er aufwuchs, zur Schule ging und 2014 an der Wilhelm-Raabe-Schule sein Abitur machte.
Hillmann spielte bereits als Kind Theater. Mit acht Jahren hatte er seine erste kleine Rolle, den Torwächter in Aschenbrödel, im Kinder- und Jugendtheater „theater im e.novum“ in Lüneburg, wo er von der Intendantin Margit Weihe unterrichtet und kontinuierlich gefördert wurde. Beim „theater im e.novum“ folgten weitere, immer größere Rollen, u. a. als König in Dornröschen, als Erzbischof in Die wilden Schwäne, später dann in der Produktion Die Legende von König Artus die Titelrolle. Während seiner Abi-Zeit spielte er den Pfeiffer in einer Bühnenfassung der Feuerzangenbowle.
Nach mehreren Vorsprechen wurde an er Hochschule für Schauspielkunst „Ernst Busch“ in Berlin angenommen, wo er 2016 sein Schauspielstudium aufnahm. Das Studium schließt er im Frühjahr 2020 ab. Während seiner Ausbildung besuchte er Workshops im Bereich Clownerie und Hörspiel und wirkte er in mehreren Hochschulproduktionen der HfS „Ernst Busch“ mit. Außerdem trat er als Odysseus in Philoktet von Heiner Müller (2017) und als Torvald Helmer in Nora oder Ein Puppenheim (2018) in Produktionen des Berliner Arbeiter-Theatersauf. Ab 2018 gehörte er zur Besetzung von Leander Haußmanns Inszenierung Haußmanns Staatssicherheitstheater an der Berliner Volksbühne.
Ab der Spielzeit 2020/21 war Hillmann für zwei Jahre festes Ensemblemitglied am Theater Trier. In der Spielzeit 2021/22 spielte er dort in einer Neuinszenierung von Kabale und Liebe die männliche Hauptrolle des Ferdinand von Walter. Zur Spielzeiteröffnung der Theatersaison 2022/23 gastierte er als Sebastian in Was ihr wollt am Theater Paderborn. 2023 spielte er an den Hamburger Kammerspielen den Hans Scholl in Petra Wüllenwebers Theaterstück Die weiße Rose und den Gerd in dem Kriminalstück Ein Inspektor kommt am Deutschen Schauspielhaus Hamburg. In der Spielzeit 2023/24 gastierte er am Schleswig-Holsteinischen Landestheater in Die kleine Hexe. Im April 2024 debütierte er am Ernst-Deutsch-Theater in Hamburg, neben Ulrike Knospe, Linda Stockfleth und Stephan Benson, als Felix Wegrath in Antoine Uitdehaags Inszenierung des Schauspiels Der einsame Weg von Arthur Schnitzler.
Seit 2016 steht Hillmann auch in Film- und TV-Produktionen vor der Kamera. In der 15. Staffel der ZDF-Serie SOKO Wismar (2019) spielte er eine der Episodenrollen als Chemiestudent und Freund einer tatverdächtigen Sängerin. In der 14. Staffel der ZDF-Serie Notruf Hafenkante (2020) übernahm er eine weitere Episodenrolle als tatverdächtiger Teilnehmer im Flirtseminar eines getöteten Pick-Up-Artists. Außerdem drehte er im Sommer/Herbst 2019 für die auf Das Erste ausgestrahlte Fernsehreihe Käthe und ich. In der 6. Staffel der TV-Serie Die Heiland – Wir sind Anwalt (2021) war er in einer Episodenrolle als Sohn eines ehemaligen Leistungsschwimmers im DDR-Kader zu sehen. In der 10. Staffel der TV-Serie  In aller Freundschaft – Die jungen Ärzte (2024) übernahm er eine Episodenhauptrolle als junger Patient, der seiner Freundin bei einem Eishockey-Spiel mit einem Heiratsantrag überraschen möchte.
Lennart Hillmann lebt, nach mehreren Jahren in Berlin, seit 2023 in Hamburg.

## Filmografie (Auswahl)
- 2016: Ein Hase im Dezember (Kurzfilm)
- 2018: Lukas taucht (Kurzfilm)
- 2018: Karacholand (Fernsehserie, Serienpilot)
- 2018: Inseln (Kurzfilm)
- 2019: SOKO Wismar: Mundraub (Fernsehserie, eine Folge)
- 2020: Notruf Hafenkante: Pick-Up-Artist (Fernsehserie, eine Folge)
- 2020: Käthe und ich: Papakind (Fernsehreihe)
- 2021: Die Heiland – Wir sind Anwalt: Der unsichtbare Feind (Fernsehserie, eine Folge)
- 2022: Stasikomödie
- 2024: In aller Freundschaft – Die jungen Ärzte: Lebensmodelle (Fernsehserie, eine Folge)